# میمون شبگرد طیفی
میمون شبگرد طیفی (نام علمی: Tarsius tarsier) نام یک گونه از سرده شبگردمیمون‌ها است.